# Avdoťja Ivanovna Černyšovová
Avdoťja (Jevdokija) Ivanovna Černyšovová (rusky Авдотья Ивановна Чернышёва; 12. února 1693 – 17. června 1747) byla ruská šlechtična, dvorní dáma, milenka cara Petra Velikého. Byla dcerou prince Ivana Ivanoviče Rževského a Darji Gavrilovny, v roce 1710 se vdala za prince Grigorije Petroviče Černyšova (1672–1745).
Vztahy s Petrem trvaly s přestávkami od roku 1708 do roku 1725. V roce 1717 se účastnila pádu své rivalky Mary Hamiltonové. Proslýchá se, že Petr zemřel na syfilis poté, co byl nakažen Černyšovovou, ale nic nenasvědčuje tomu, že by ona sama byla nemocná. V letech 1730–1745 byla dvorní dámou carevny Anny Ivanovny.